# Hierodula malaya
Hierodula malaya är en bönsyrseart som beskrevs av Carl Stål 1877. Hierodula malaya ingår i släktet Hierodula och familjen Mantidae. Inga underarter finns listade i Catalogue of Life.